# Ловер-Провіденс Тауншип (округ Монтгомері, Пенсільванія)
Ловер-Провіденс Тауншип (англ. Lower Providence Township) — селище (англ. township) в США, в окрузі Монтгомері штату Пенсільванія. Населення — 25 625 осіб (2020).

## Демографія
Згідно з переписом 2010 року, у селищі мешкало 25 436 осіб у 8769 домогосподарствах у складі 6384 родин. Було 9227 помешкань
Расовий склад населення:
| - 81,0 % — білих - 9,7 % — азіатів - 7,1 % — чорних або афроамериканців - 0,1 % — корінних американців |

До двох чи більше рас належало 1,3 %. Частка іспаномовних становила 2,9 % від усіх жителів.
За віковим діапазоном населення розподілялося таким чином: 23,3 % — особи молодші 18 років, 61,9 % — особи у віці 18—64 років, 14,8 % — особи у віці 65 років та старші. Медіана віку мешканця становила 40,8 року. На 100 осіб жіночої статі у селищі припадало 108,6 чоловіків;  на 100 жінок у віці від 18 років та старших — 108,5 чоловіків також старших 18 років.
Середній дохід на одне домашнє господарство  становив 119 122 долари США (медіана — 92 534), а середній дохід на одну сім'ю — 139 516 доларів (медіана — 115 891). Медіана доходів становила 75 776 доларів для чоловіків та 54 459 доларів для жінок. За межею бідності перебувало 3,8 % осіб, у тому числі 5,5 % дітей у віці до 18 років та 2,8 % осіб у віці 65 років та старших.
Цивільне працевлаштоване населення становило 12 139 осіб. Основні галузі зайнятості: освіта, охорона здоров'я та соціальна допомога — 22,2 %, науковці, спеціалісти, менеджери — 18,0 %, виробництво — 12,3 %, фінанси, страхування та нерухомість — 9,5 %.